# ۱۳۱۰ (خورشیدی)
۱۳۱۰ هزار و سیصد و دهمین سال هجری خورشیدی سالی عادی است.

## رویدادها
- بنیانگذاری انجمن فیزیک ایران
- بنیانگذاری پرستشگاه هندوها (بندر عباس)
- بنیانگذاری آبجو شمس
- ساخت مسجد جامع قبله در دهستان کوخرد در شهرستان بستک
- پیداسازی و کشف تپه سیلک

## زادروزها

### هنر
- ۱ فروردین - پرویز کلانتری، نقاش
- ۳ فروردین - فرهنگ شریف، نوازنده تار
- ۲۰ مرداد - ادمان آیوازیان، نقاش، معمار و طراح ارمنی‌تبار
- ۱ مهر - عباس خوشدل، آهنگساز
- شیرمحمد اسپندار، نوازنده دونلی

### ادبیات
- ۲۵ شهریور - سیامک پورزند، روزنامه‌نگار
- ۲ مهر - منوچهر آتشی، شاعر و مترجم
- ۱۶ آبان - عبدالعلی دستغیب، منتقد و مترجم
- ۱۲ آذر - محمود پاینده لنگرودی، مؤلف و شاعر
- ۲۰ آذر - علی‌اکبر سعیدی سیرجانی، نویسنده
- ۴ دی - احمد محمود، نویسنده

### دانش
- بهرام الهی، متخصص اطفال،
- ۲ خرداد - آرامش دوستدار، فیلسوف و روشنفکر
- ۲۷ مرداد - ناصر ملک‌نیا، استاد بیوشیمی

### روحانیت
- محمد فاضل لنکرانی، مرجع تقلید شیعه.
- محمدرضا مهدوی کنی، عضو مجلس خبرگان رهبری و سومین نخست وزیر جمهوری اسلامی.
- محمد یزدی، فقیه و سیاستمدار.

### نظامی
- ۱۰ اردیبهشت - ولی‌الله فلاحی، سرتیپ نیروی زمینی ارتش، رئیس ستاد مشترک ارتش جمهوری اسلامی ایران

### سایرین
- ابراهیم یزدی، وزیر امور خارجه ایران در دولت مهدی بازرگان و دبیر کل نهضت آزادی ایران.
- عباس شیبانی، پزشک و سیاستمدار و وزیر اسبق کشاورزی
- ۵ خرداد - امامعلی حبیبی، کشتی‌گیر
- ۱۰ دی - د. اسداللهی، مفسر ورزشی، بنیانگذار باشگاه پاس و مربی فوتبال
- ۱۰ اسفند - پرویز کردوانی، جغرافی‌دان، پدر کویر شناسی
- آی‌محمد یوسفی، خواننده و نوازنده (درگذشت ۱۳۹۸)

## درگذشت‌ها
- هُوْهانِس آبکاریان معروف به یحیی تارساز، سازنده ساز تار
- مقبل‌السلطنه خراسانی؛ سران و صاحب منصبان دورهٔ قاجار